# Salvatore Satta
Salvatore Satta (Nuoro, Sardaigne, 1902 — Rome, 1975) était un juriste et écrivain italien.
Fils cadet du notaire Salvatore Satta et de Valentina Galfrè, il passa son baccalauréat au lycée de Sassari en 1920 et obtint en 1924, dans cette même ville, sa licence en droit avec une thèse intitulée Sistema revocativo fallimentare ('Système de l'action paulienne dans la faillite'). Il y eut pour maître Marco Tullio Zanzucchi, à l'époque une sommité dans le domaine de la procédure civile. Cependant, il est connu surtout pour être l’auteur d’un livre de mémoires, Le Jour du jugement, trouvé dans ses tiroirs après sa mort et publié à titre posthume.

## Carrière universitaire
L’obtention de la "libera docenza" et de l'"incarico" (à l'époque l'équivalent de professeur d'université associé) de procédure civile en 1932 à la faculté de droit de l'’'université de Camerino, dans les Marches, fut le point de départ de sa carrière universitaire, qui après l'obtention de l'ordinariat le conduisit à enseigner à la faculté de droit de Macerata, Padoue, Gênes et Rome (dont il fut en outre doyen de 1965 à 1966). Entre 1943 et 1946, lors d'un intermède à la faculté d'économie de université de Trieste, il fut pendant quelques mois président par intérim de l’université. 
En 1939, il épousa Laura Boschian, assistante à la chaire de littérature russe à Trieste, de qui il eut deux fils, Filippo et Gino (le premier suivra les traces de son père, optant pour le droit administratif et constitutionnel).

## Codes et loi sur les faillites
En 1938, le service législatif du ministère de la Justice fit appel à lui pour faire partie de la commission chargée d’élaborer un Code de commerce, ainsi que du comité pour la législation sur la faillite. Le Code de commerce ne fut cependant pas approuvé, et une partie des textes préparés allait se retrouver dans les livres IV et V du code civil italien de 1942, tandis que la loi sur les faillites allait entrer en vigueur le 16 mars 1942. La loi du 16 mars 1942 loi a été appliquée pendant soixante ans : après un rémaniement en profondeur en vertu du décret décret législatif du 9 janvier 2006, elle sera remplacée par le décret législatif du 12 janvier 2019 entré en vigueur en 2022). Dans ses écrits ultérieurs, Satta prit ses distances par rapport à la loi sur les faillites, sans doute parce que les solutions par lui proposées n’avaient pas été prises en considération par les autres membres du comité, parmi lesquels le professeur de droit Alberto Asquini, député fasciste et sous-secrétaire d’État au commerce dans les années 1930. Il ne participa pas aux travaux sur le code de procédure civile, en raison du fait que ses vues étaient notoirement divergentes de celles des spécialistes (dont le juriste anti-fasciste Piero Calamandrei avec lequel il entretenait des relations très amicales) qui avaient élaboré le texte de 1940/1942. En revanche, à partir de 1946, il donna suite aux nombreuses sollicitations de faire partie de commissions ministérielles en vue de la réforme ou de l'application du code en vigueur.

## Œuvres juridiques
Durant sa carrière universitaire, il publia nombre d’études de droit, dont le plus important est le monumental Commentario al Codice di Procedura Civile e Diritto processuale civile ('Commentaire sur le Code de procédure civile et le Droit procédural civil'), ouvrage en cinq volumes qui firent de son auteur un des juristes spécialistes de procédure civile les plus renommés de l’Italie de l’après-guerre. En 1948 parut le volume "Diritto Processuale Civile" ('Droit procédural civil'), lequel a été utilisé pour longtemps comme manuel de procédure civile dans les universités italiennes les plus prestigieuses.

## Écrivain
Lorsque, après la mort de Satta, sa famille épluche les vieux papiers du juriste, elle découvre, dans les pages d’un vieil agenda, un manuscrit portant le titre de Il giorno del giudizio. Satta en avait commencé la rédaction en 1970, non sans peine, ressuscitant dans sa mémoire les figures d’une série d’habitants de Nuoro, quasi tous morts depuis, qui, dans son esprit, continuent de hanter la ville de son enfance. Le narrateur du roman, chez qui une visite au cimetière local déclenche un flux de souvenirs, fait défiler un ensemble de personnages du passé, dont il entreprend un examen psychologique minutieux : toute la parentèle du narrateur en premier lieu, ensuite, en parallèle ou en superposition, d’autres habitants de Nuoro, notables, ecclésiastiques, ouvriers agricoles, servantes, bergers etc. La relation des faits, lesquels, à quelques passages plus évocateurs ou visionnaires près, sont des faits réels, et s’étendent des dernières années du XIXe siècle aux années qui suivirent la Première Guerre mondiale, est toujours sous-tendue par une sorte d’amertume latente, qui aime à faire ressortir avant tout les aspects tragiques ou grotesques de la vie individuelle et collective. Il est aisé de reconnaître dans le narrateur Sanna, revenu dans sa ville natale avec le sentiment d’une fin prochaine, Salvatore Satta lui-même. Le roman fut publié à titre posthume en 1977 par la maison d’édition Cedam, spécialisée en publications de type juridique ; l’ouvrage sera alors, dans un premier temps, passé sous silence par la critique, et ignoré presque totalement du public. Cependant, quelques années à peine plus tard, après qu’il eut de nouveau été publié, cette fois par la maison d’édition Adelphi, il devint un phénomène littéraire de dimension mondiale. Aujourd’hui, le roman, traduit en dix-sept langues, et quoique mal accueilli par les Nuorais (les allusions à des faits et à des personnes réels étant pour la plupart assez transparentes), le roman est amplement diffusé et connaît une large estime critique.
D’autres œuvres de Satta sont La Véranda, traduction de l’expérience vécue par l’auteur dans un sanatorium de Merano, évoquant sa propre souffrance et celle d’autrui; et De Profundis, admirable fresque de la condition humaine, née de réflexions liées à ses expériences négatives durant la Seconde Guerre mondiale, et aussi méditation sur la destinée de l’Italie, ou plutôt sur ce qu’il croit être la mort de la patrie (provoquée par les événements fatidiques de 1943) et sur les conséquences existentielles de celle-ci.

### Écrits de Salvatore Satta

#### Ouvrages de droit
- Contributo alla dottrina dell'arbitrato, Milan, Giuffrè, 1932.
- La rivendita forzata, Milan, Giuffrè, 1933.
- L'esecuzione forzata, Milan, Giuffrè, 1937.
- Teoria e pratica del processo, Milan, Giuffrè, 1940.
- Guida pratica per il nuovo processo civile italiano, Milan, Giuffrè, 1941.
- Manuale di diritto processuale civile, Padoue, Cedam, 1948.
- Istituzioni di diritto fallimentare, Rome, Società Editrice del "Foro Italiano", 1948.
- Diritto processuale civile, 1948.
- Commentario al codice di procedura civile, Milan, Vallardi, 1959-71.
- Soliloqui e colloqui di un giurista, Padoue, Cedam, 1968.
- Quaderni del diritto e del processo civile, 1969-73.
- Diritto fallimentare, 1974.
- Il mistero del processo, Milan, Adelphi, 1994 (posthume).

#### Œuvre littéraire
Toutes les œuvres extra-juridiques de Satta sont posthumes.
- Le jour du jugement (Il giorno del giudizio, 1979), Paris, Gallimard,1981 (coll. Folio, n° 2131, 1990). Traduit de l'italien par Nino Frank.
- La véranda (La veranda, 1981), Paris, Gallimard, 1989 (coll. « L'imaginaire », n° 561, 2008). Traduit de l'italien par Nino Frank.
- De Profundis (De Profundis, 1980), Paris, Éditions de la revue Conférence, coll. « Lettres d'Italie », 2012. Traduit de l'italien par Christophe Carraud.

### Ouvrages sur Salvatore Satta
- Giovanni Bianco, Crisi dello Stato e del diritto in Salvatore Satta, in Clio, 2003, n.3, 703-716
- Brunella Biggi, L'autorità della lingua. Per una nuova lettura dell'opera di Salvatore Satta, Edizioni Longo, Ravenna 1994.
- Alessandro Carrera, Il principe e il giurista Giuseppe Tomasi di Lampedusa e Salvatore Satta (Incipit; 3), Edizioni Pieraldo, Roma 2001.
- Ugo Collu, La scrittura come riscatto. Introduzione a Salvatore Satta, Edizioni della Torre, Cagliari 2002.
- Vanna Gazzola Stacchini, Come in un giudizio. Vita di Salvatore Satta, Donzelli, Roma 2002.
- Giulio Angioni, Il luogo del giudizio. In Il dito alzato, Sellerio, Palermo, 2012, pp. 185-192.
- Simone Marsi, L’essere umano e il suo destino. Sulla «Veranda» di Salvatore Satta, in "Strumenti Critici", a. XXXIII n. 3, settembre-dicembre 2018, pp. 559-573.